# Мацелвета II (Терни)
Мацелвета II је насеље у Италији у округу Терни, региону Умбрија.
Према процени из 2011. у насељу је живело 36 становника. Насеље се налази на надморској висини од 375 м.